# Davosersee
Der Davosersee, veraltet auch Davoser See geschrieben, befindet sich im Kanton Graubünden wenig nördlich des bekannten Wintersportortes Davos in der Schweiz. Er markiert das nordöstliche Ende der Landschaft Davos, eines vom Landwasser durchflossenen Hochtals, das sich nach Südwesten bis zur Zügenschlucht erstreckt. Nördlich des Sees führt der niedrige Wolfgangpass nach Klosters im Prättigau hinüber. Er ist namensgebend für das unmittelbar über ihm liegende Seehorn.
Der See ist im Sommer aufgrund thermischer Winde ein sehr windsicherer Segel- und Surfsee. Die Wassertemperatur erreicht maximal 20 °C.

## Entstehung
Entstanden ist der See durch einen Bergsturz von der Totalp im Parsenngebiet, der die bis dahin in Richtung Prättigau abgeflossenen Gewässer des heutigen oberen Landwasser-Gebietes staute. Das Wasser überströmte und zerschnitt jedoch nicht wie etwa bei der Ruinaulta anschliessend die Bergsturzmasse, sondern konnte auf der wenig niedrigeren entgegengesetzten Seite des Tales abfliessen und frisst sich seither weiter in die Felsen der Zügenschlucht. Der Davosersee ist der Rest dieses Sees, der einmal das gesamte gefällearme heutige Hochtal umfasste und später im Wesentlichen durch die Geschiebefracht von Flüelabach und Dischmabach zugeschüttet wurde. Andererseits erhöhte der wachsende Schwemmfächer des Flüelabaches allmählich die Höhenlage des Seeabflusses zum Landwasser hin, was der laufenden Verringerung der Seefläche durch Sedimentation entgegenwirkte.
Der Davosersee erhält sein Wasser nicht nur aus den zuströmenden Bächen wie dem Totalpbach, sondern auch über Grundwasserzutritte aus dem Schwemmfächer des Flüelabaches. Der einstige natürliche Abfluss, das Seewasser, galt als Beginn des Landwassers, trotz geringerer Wasserführung gegenüber dem Flüelabach. Durch wasserbauliche Massnahmen für die Energiegewinnung ist diese Situation heute stark verändert.
Für den Bau der Grundwasserzutritte musste der Seespiegel abgesenkt werden. Dies erfolgte durch eine schwimmende Pumpstation, auf der zwei Pumpen betrieben wurden. Durch den fehlenden Gegendruck des Seewassers auf das Ufer – der See war rund 12 Meter unter seinem natürlichen Wasserspiegel – rutschte am 7. Februar 1923 um 5 Uhr morgens ein etwa 300 Meter breites Stück des nordwestlichen Ufers in den See. Als Folge davon entstand eine Flutwelle, die die 50 cm dicke Eisschicht des zugefrorenen Sees aufbrach. Die schwimmende Plattform wurde aus ihren Verankerungen gerissen und sank. Einer der beiden Maschinisten auf der Pumpstation kam ums Leben.

## Nutzung

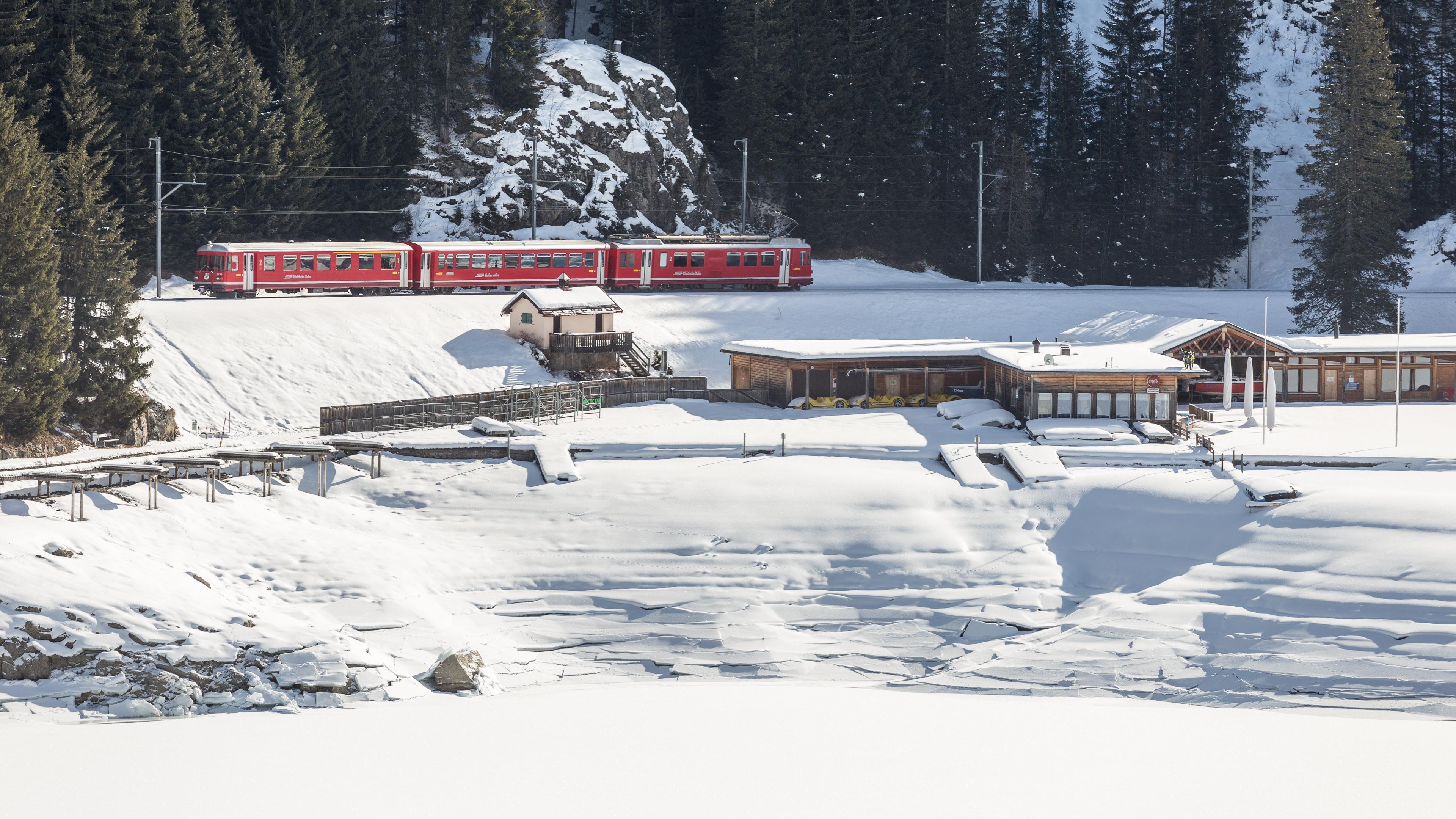
Badeanstalt im Winter am fast abgelassenen Davosersee

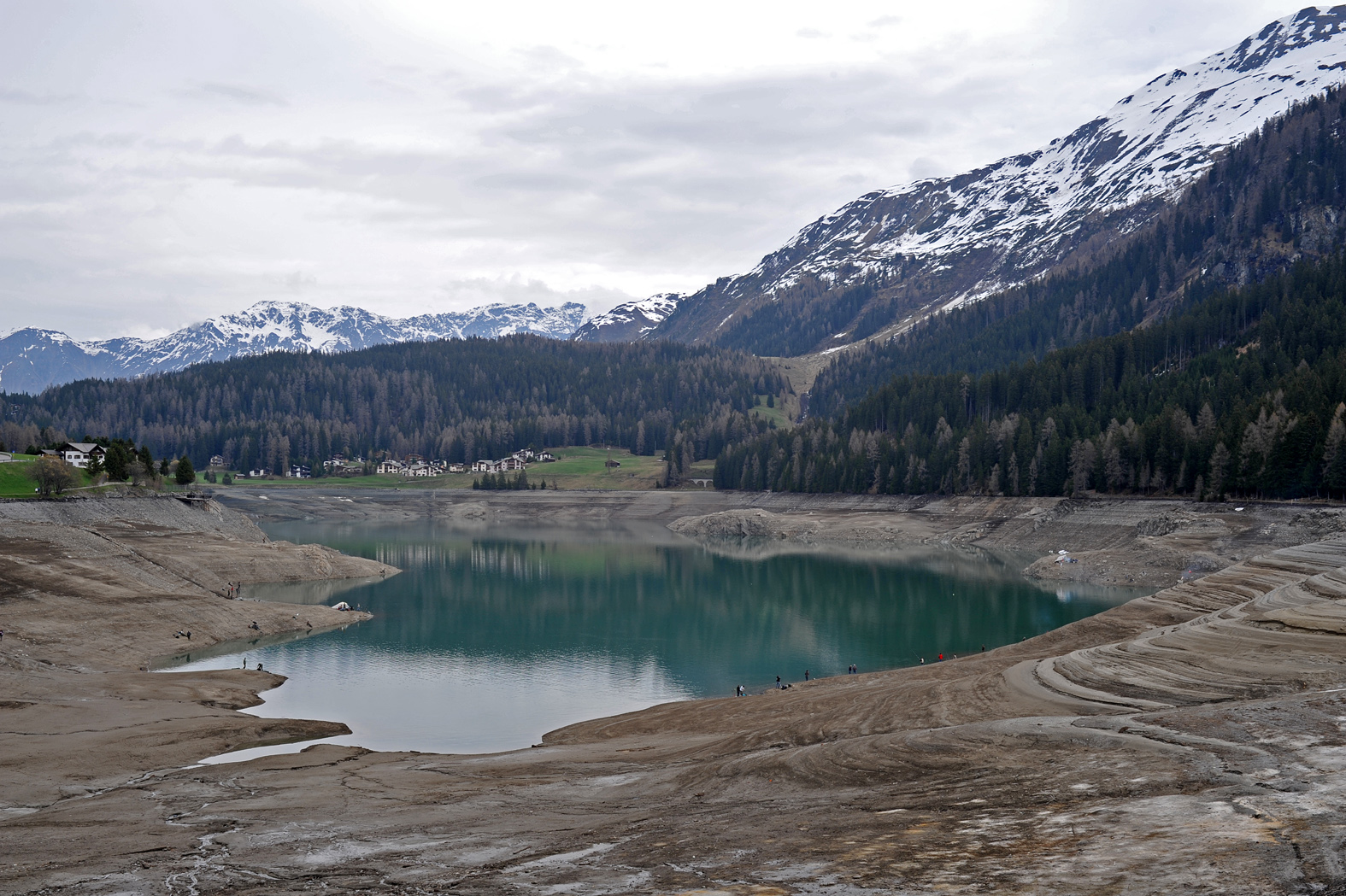
Davosersee im Frühling

Von alters her trug der See zur Vergleichmässigung des Abflusses bei, was in den abflussarmen Wintermonaten wichtig sein konnte.
Bis in die 1920er-Jahre hinein wurde der Davosersee ganzjährig touristisch und wirtschaftlich genutzt. Im Winter wurde er mit Pferdeschlitten befahren und auch lange zur Gewinnung von Eis genutzt, das im Winter mit der Eisenbahn in den Rest der Schweiz transportiert wurde.
Seit der Inbetriebnahme des Druckstollens zum Kraftwerk Klosters im Jahre 1922 wird der See für die Gewinnung von Elektrizität genutzt. Um einen gleichmässigen Betrieb zu sichern, wird in abflussschwachen Wintermonaten ein Teil des Flüelabachs unterirdisch in den See abgeleitet. Dennoch fliesst für die Stromerzeugung mehr Wasser nach Klosters ab, als die umliegenden Bäche einspeisen, so dass in der kalten Jahreszeit das Seebecken weitgehend trockenfällt und nicht mehr anderweitig genutzt werden kann.
Eine Initiative von Lokalpolitikern, die den Wasserspiegel auch über den Winter auf natürlicher Höhe belassen wollte, wurde wegen der damit verbundenen Einbussen bei der Stromerzeugung vom Davoser Stimmvolk abgelehnt.
Das Wasser wird auch in drei Speicherseen hochgepumpt, welche Wasser für die Beschneiung von Skigebieten bereitstellen.

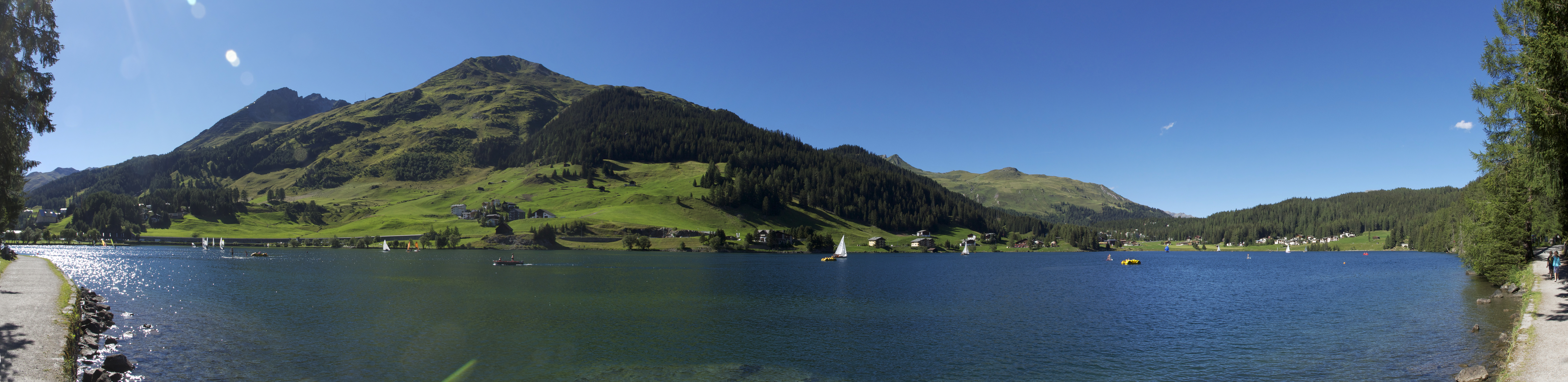
Sicht vom Ostufer, 180°-Panoramabild